# Татарево (Хасковська область)
Тата́рево (болг. Татарево) — село в Хасковській області Болгарії. Входить до складу общини Мінеральні Бані.

## Населення
За даними перепису населення 2011 року у селі проживали 311 осіб.
Національний склад населення села:
| Національність   | Кількість осіб | Відсоток |
| ---------------- | -------------- | -------- |
| болгари          | 135            | 43,7%    |
| цигани           | 116            | 37,5%    |
| турки            | 55             | 17,8%    |
| Всього відповіли | 309            |          |

Розподіл населення за віком у 2011 році:
Динаміка населення: